# Epidendrum montis-narae
Epidendrum montis-narae là một loài thực vật có hoa trong họ Lan. Loài này được Pupulin & L.Sánchez mô tả khoa học đầu tiên năm 2001.